# براجيلاتو
براجيلاتو، (بالإنجليزية: Pragelato)‏، هي (بلدية) في مدينة تورينو في منطقة بيدمونت الإيطالية، وتقع على بعد حوالي 60 كيلومترًا (37 ميلًا) إلى الغرب من تورينو، في فال تشيسوني العليا. اشتق اسم براجيلاتو، الذي يعني «مرج جليدي» ، من المناخ القاسي وحقيقة أن الأرض مغطاة بالجليد لفترات طويلة. على جانبي شيسوني، توفر الغابات الواسعة من الصنوبر والأشجار، الحماية من الانهيارات الثلجية التي تحدث بشكل شائع في فصل الشتاء: ولهذا السبب في القرن التاسع عشر، لم يُسمح لشعب براجيلاتو بقطع الأشجار بالقرب من قمم الجبال، وحتى بعد ذلك يحتاج إلى إذن من الإدارة الجماعية.

## السكان
في سنة 1861 بلغ عدد السكان 1٬953 نسمة، وتطور العدد ليصل في سنة 2011 لـ 724 نسمة.
يظهر هذا المخطط البياني تطور النمو السكاني لـ براجيلاتو

## توأمة
لبراجيلاتو اتفاقيات توأمة مع:
- أوبر-رامشتات